# Carl Mühry
Carl Georg Heinrich Mühry (auch Karl Mühry; * 4. Mai 1806 in Hannover; † 9. März 1840 ebenda) war ein deutscher Mediziner, Balneologe und Fachautor.

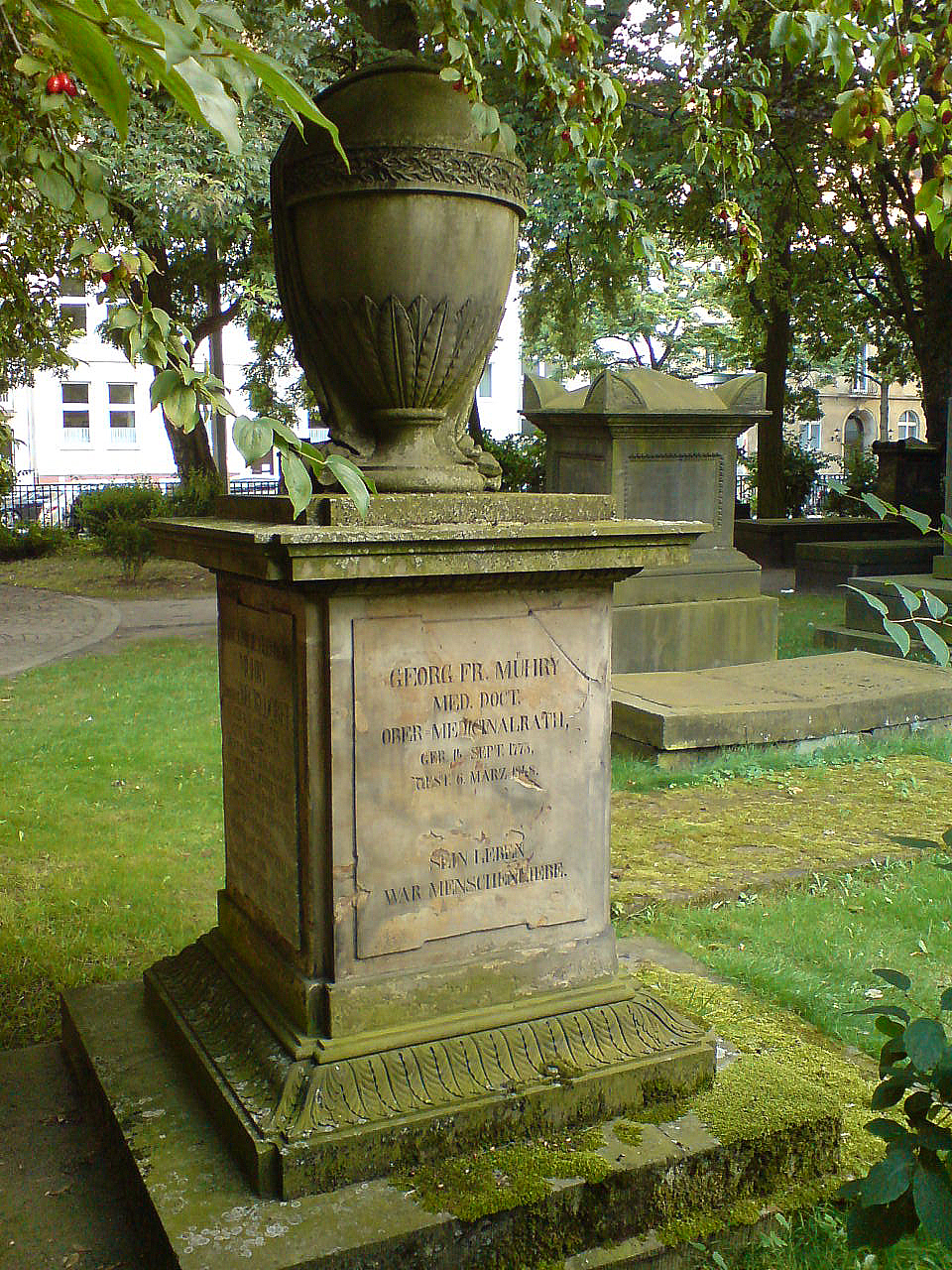
Gemeinsames Grabmal mit seinem Vater Georg Friedrich Mühry auf dem Gartenfriedhof in Hannover

## Leben
Mühry war einer von vier Söhnen des hannoverschen Obermedizinalrates und Hofmedicus Georg Friedrich Mühry. Er begann sein Medizinstudium an der Medizinischen und Chirurgischen Hochschule in Hannover und setzte es 1825 an der Georg-August-Universität in Göttingen fort und wurde Mitglied im Corps Hannovera. Seine Dissertation beschrieb die von Konrad Johann Martin Langenbeck angewandte Methode der Behandlung von Rückgratverkrümmungen mit Streckapparaten. Das Studium schloss er 1829 mit der Promotion ab und begab sich auf eine wissenschaftliche Studienreise durch Deutschland. 1831 habilitierte er sich in Hannover, hielt fortan dort Vorlesungen in Physiologie sowie Pharmakologie und eröffnete eine Arztpraxis. Die Praxis in Hannover gab er seiner schlechten Gesundheit wegen bald wieder auf, um sich 1832 auf der Nordseeinsel Norderney, seit 1797 das zweitälteste deutsche Seebad, als Badearzt niederzulassen. Seine Bemühungen um die wissenschaftliche Anerkennung des Seebadebetriebes in Norderney wurden von der Regierung des Königreichs Hannover mit der Ernennung zum Hofmedicus und 1839 mit der Verleihung des Stipendium Blumenbachianum anerkannt. Die Mittel aus dem Stipendium nutzte er im Winter 1839/40 zu einer ausgedehnten Studienreise in die holländischen, französischen und südenglischen Seebäder. Die Strapazen dieser Reise überforderten seine ohnehin angeschlagene Gesundheit und führten nach seiner Rückkehr zu seinem frühen Tod.
Sein mit seinem Vater gemeinsames Grabmal findet sich auf dem Gartenfriedhof in Hannover.

## Werke
- De spinae dorsi distorsionibus et de pede equino. Dissertation, Göttingen 1829.
- Über das Seebaden und das Norderneyer Seebad. Hannover, Hahn, 1836.
- Medicinische Fragmente betreffend: Eine allgemeine Lehre des Seebadens und der Seebäder. hrsg. postmortem durch seinen Bruder Adolf Mühry, Hannover, Hahn, 1841.